# Rivarone
Rivarone – miejscowość i gmina we Włoszech, w regionie Piemont, w prowincji Alessandria.
Według danych na styczeń 2010 gminę zamieszkiwały 372 osoby przy gęstości zaludnienia 61,2 os./1 km².